# Гермокрит
Гермокрит (IV век до н. э.) — сын тирана Сиракуз Дионисия Старшего и его жены Дориды, младший полнородный брат ещё одного Дионисия, ставшего преемником отца. Известно, что его родители поженились приблизительно в 398 или 393 году до н. э. Гермокрит упоминается только в одном источнике — в постановлении афинского Народного собрания, принятом в честь Дионисия Старшего в 369/368 году до н. э.: афиняне, чтобы почтить союзника, сделали Гермокрита почётным гражданином своего города.